# Brahmaeops
Brahmaeops é um gênero de mariposa pertencente à família Bombycidae.